# Dimetofrine
Dimetofrine (hoặc dimethophrine) là một chất kích thích tim.